# Annethia Teresa Lilballe
Anne Lilballe (Annethia) (født 15. april 1965) er uddannet skuespiller fra Den Danske Scenekunstskole 1988-1992.
Hun har bl.a. medvirket i Barda  og Bryggeren (DR), Forsvar (TV2), spillefilmene Familien Gregersen (Ragnar Graasten Film) og Klatretøsen (Nimbus Film) og teaterforestillinger på Odense Teater, Team Teatret og Holbæk Teater. Hun står bag Skæbne Historier - Storytelling med Karen Blixen, en række egenproduktioner samt metoden Fire Faser 12 Principper med støtte fra Undervisningsministeriet og Dansk Skuespillerforbund.